# 瓜亞馬
17°58′27″N 66°06′36″W / 17.974241°N 66.110034°W

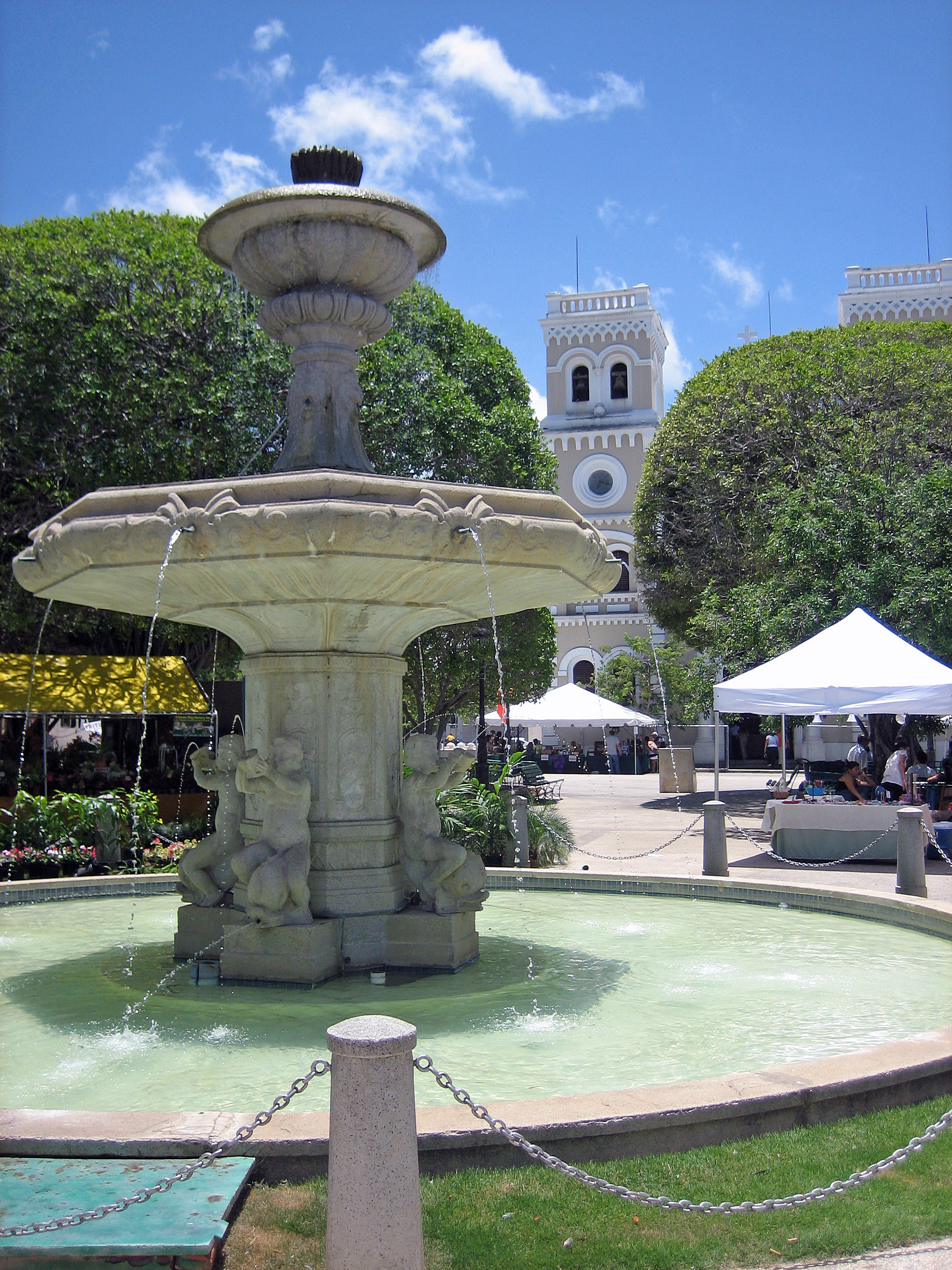

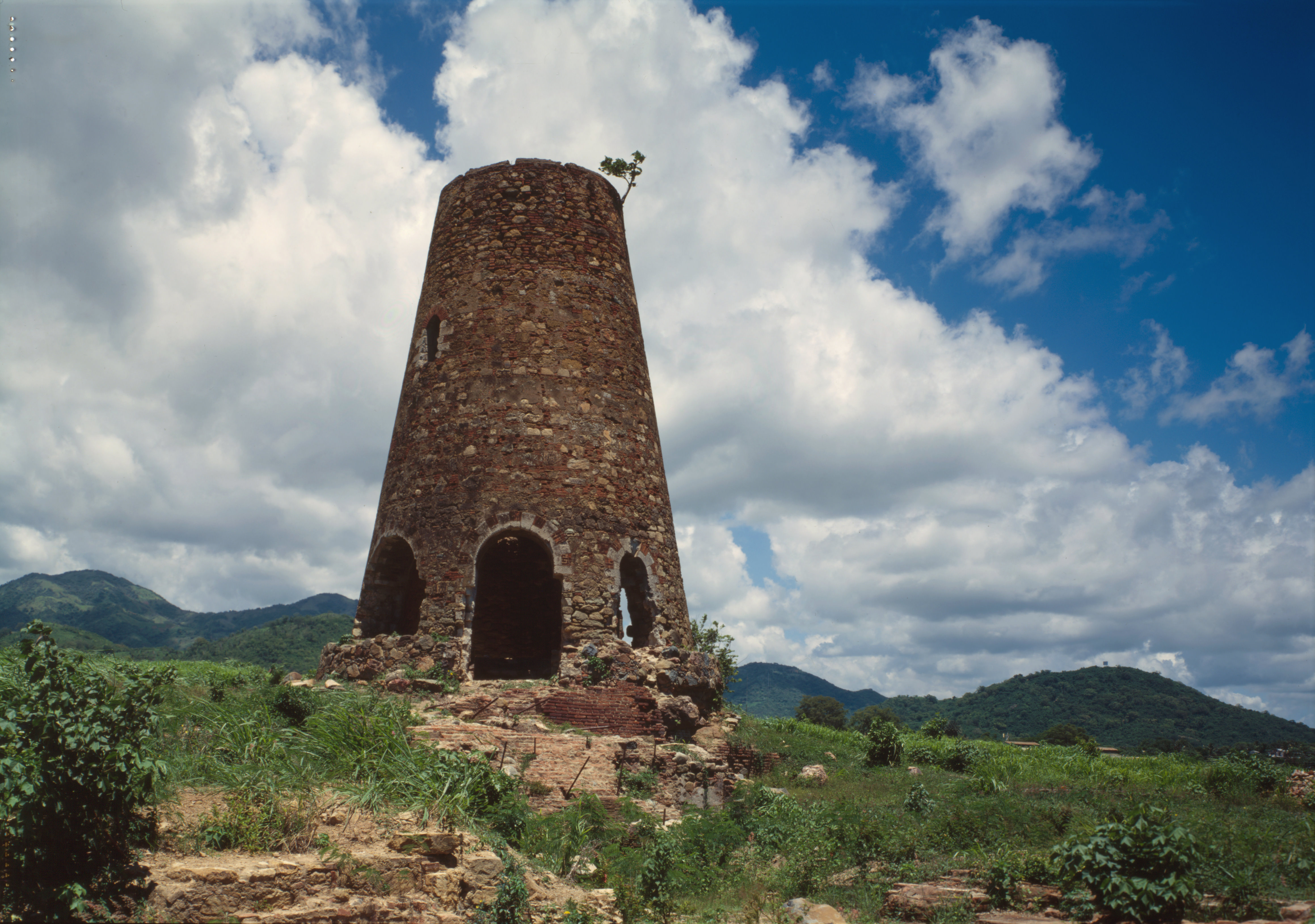

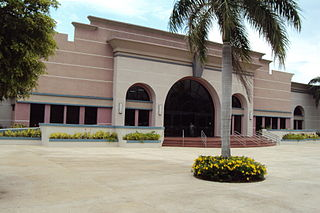

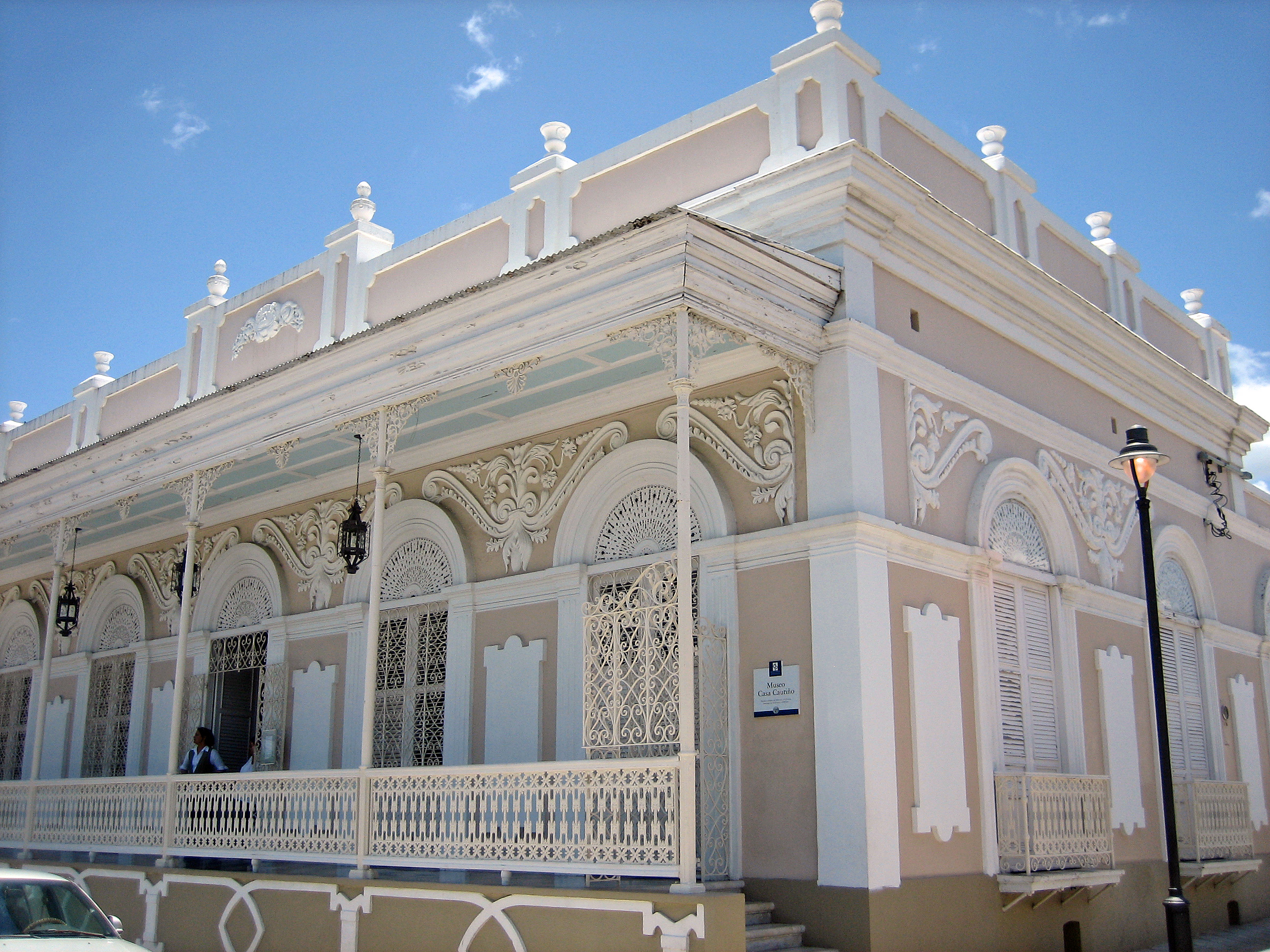

瓜亞馬（西班牙語：Guayama）是波多黎各的城鎮，位於該島東南部，始建於1736年1月29日，面積276平方公里，海拔高度73米，每年平均降雨量52英寸，2010年人口45,362，人口密度每平方公里160人。

## 外部連結
- Information about Guayama  （页面存档备份，存于） (In Spanish)
- Historic Places in Puerto Rico and the Virgin Islands, a National Park Service Discover （页面存档备份，存于）